# Centrostephanus tenuispinus
Centrostephanus tenuispinus is een zee-egel uit de familie Diadematidae.
De wetenschappelijke naam van de soort werd in 1914 gepubliceerd door Hubert Lyman Clark.